# راشد بن محمد بن خنين
راشد بن محمد بن راشد بن رشيد بن خنين العايذي هو مؤرخ وقاضي ولد في الخرج عام 1106هـ الموافق 1694م، قبل بضعة سنوات من تأسيس الدولة السعودية الأولى.

## النسب
هو راشد بن محمد بن رشيد بن خنين، آل خنين أسرة من آل عائذ من عبيدة من جنب إحدى القبائل القحطانية. انتقلوا من سراة عبيدة إلى جنوبي نجد منذ مئات القرون واستقروا في عدة بلدان نجدية، لا وجود لهم في بادية نجد بل جميعهم حاضرة.
من أسر آل عائذ النجدية كل من: آل عفيصان، آل زامل، آل كنهل، آل معيذر وغيرهم من سكان الخرج، أما سكان البلدان الأخرى، آل أبا بطين في الروضة وسدير والوشم. آل معتق في الزلفي، آل عواد في الدرعية.

## النشأة
نشأ راشد بن محمد في الخرج حيث تقيم أسرته، تعلم المذهب الحنفي حتى صار من كبار فقهاء المذهب الحنفي. ولي قضاء الدلم ما بين سنة 1162هـ إلى سنة 1200هـ. اختلف مع محمد بن عبدالوهاب خلال بدايات دعوته، رأى أن ما يطبق فيها من نصوص على جهال ذلك الوقت لا ينطبق عليهم بل تطبق على من لا يدين بالرسالة المحمدية إطلاقًا. وبسبب الخلاف انتقل إلى الأحساء شرق المملكة العربية السعودية. استقبله علماؤها بالحفاوة وأكرموه ورأوه غنيمة كبرى فاستفاد منه طلابها. أوقف عليه الشيخ بكر بن الملا بن أحمد بن عبدالله القاري عقارًا مثمرًا يسمى باهلة آل جلال وقد دون ميثاق الوقف في 16 شعبان عام 1201هـ. تنقل راشد بين عدة بلدان منها مكة المكرمة، المدينة النبوية، قطر وأذاع بهم جميعًا علمه.

## العائلة
- شقيقه حمود بن محمد بن رشيد.[2]
- شقيقه رشيد بن محمد بن رشيد.[2]
- شقيقه عبدالعزيز بن محمد بن رشيد. من أحفاده الشيخ راشد مستشار في الديوان الملكي. ومن أحفاده عيسى بن خنين نائب رئيس المحكمة الكبرى بجدة.
- حفيد أخيه، الشيخ راشد بن صالح بن خنين عضو هيئة كبار العلماء.[3]

## التلاميذ
- عبدالعزيز بن صالح آل موسى الأحسائي.
- محمد بن فيروز.
- عثمان بن سند.

## المؤلفات
- تاريخ ابن خنين. دون فيه راشد بن محمد تاريخ نجد خلال الحقبة التي عاش فيها، أشار إلى تاريخ ابن خنين كل من ابن سلوم وابن لعبون في كتاب الأنساب، ابن عيسى في تاريخ ابن عيسى، كما أن له مؤلفًا في التاريخ ذكر فيه أن آل سعود يعود نسبهم إلى المردة من بني حنيفة.[2]

## الوفاة
توفى راشد بن محمد بن خنين في الأحساء حوالي 1220هـ الموافق 1805م، لم يخلف من ذريته سوى البنات.